# Ermita de Son Seguí
L'Ermita de Son Seguí o de la Mare de Déu de la Pau és una ermita situada dalt del Puig de Son Seguí a 320 m., creada per Joan de la Concepció Mir i Vallès. El 1673, un dels ermitans, Onofre Socies de Porreres, publicà un llunari o pronòstic del temps. El 1819 l'ermita s'abandonà. L'any 1917 fou restaurada. És tradicional la celebració d'un pancaritat a l'ermita el diumenge de l'Àngel, primer diumenge després de Pasqua, en el qual hi participen els pobles de Santa Maria del Camí, Santa Eugènia, Pòrtol i sa Cabaneta.
L'edificació està constituïda per un conjunt format per un tancat, encara ben conservat i una capella a l'interior. Passat el dintell trobam un corredor curt. A l'esquerra, la capella, la sagristia, el menjador i la cuina, i a la dreta hi ha les dues cel·les en un cos d'edifici exempt. De la capella destaca un retaule del s. XVII o XVIII amb una petita imatge de la mare de Déu de la Pau, titular de l'ermita. L'edifici consta d'una única nau amb coberta exterior de doble aiguavés, rematada per una espadanya. A l'exterior de l'ermita i dins el conjunt trobam un pou, i a l'entrada del recinte una cisterna.